# Radio Nacka
Radio Nacka är en närradiostation i Nacka på FM 99,9 MHz.
Stationen startades 1986 och sänder huvudsakligen talad radio, bland annat programmet Nackaboken, kommunfullmäktiges sammanträden, intervjuer och berättelser av och med olika Nacka-personligheter. Sändningarna sker dygnet med förinspelade inslag, dels via rundradio, dels via Internet. Studion ligger i Nacka Forum.